# Tehuantepec (przesmyk)

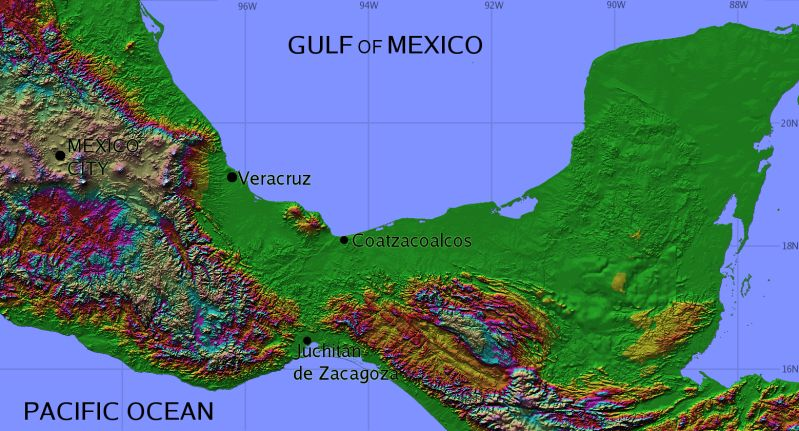
Przesmyk Tehuantepec

Istmo de Tehuantepec (ang. Isthmus of Tehuantepec) – przesmyk leżący w południowej części Meksyku pomiędzy zatoką Campeche (część Zatoki Meksykańskiej) na północy a zatoką Tehuantepec (część Oceanu Spokojnego) na południu.
W najwęższym miejscu przesmyk ma 220 km długości od zatoki do zatoki (natomiast brzeg zatoki Campeche jest oddalony o 193 km od Laguna Superior – małej odnogi zatoki Tehuantepec).
Klimat w tym miejscu jest gorący i wilgotny (malaryczny) z rocznymi opadami sięgającymi 3960 mm i 35 °C, z wyjątkiem otwartych przestrzeni nad Pacyfikiem, gdzie wiatr łagodzi te warunki. Teren jest płaskowyżem, w jego północnej części występuje gęsta dżungla i bagniste tereny, południowa część jest bardziej sucha. Okresami poprzez przesmyk w kierunku od Zatoki Meksykańskiej do Pacyfiku wieje silny i porywisty wiatr nazywany Tehuano.   
W 1907 r. została otwarta kolej łącząca porty: Coatzacoalcos nad Atlantykiem i Salina Cruz nad Oceanem Spokojnym. Zarzucono natomiast plany przekopania kanału łączącego dwa oceany. W 1998 rząd Meksyku podjął decyzję o budowie autostrady łączącej oceany z obu stron przesmyku. 